# Hemerorhinus heyningi
Hemerorhinus heyningi är en fiskart som först beskrevs av Weber, 1913.  Hemerorhinus heyningi ingår i släktet Hemerorhinus och familjen Ophichthidae. Inga underarter finns listade i Catalogue of Life.